# Cà rốt
Cà rốt (bắt nguồn từ tiếng Pháp carotte /kaʁɔt/, danh pháp khoa học: Daucus carota subsp. sativus) là một loại cây có củ, thường có màu đỏ, vàng, trắng hay tía. Phần ăn được của cà rốt là củ, thực chất là rễ cái của nó, chứa nhiều tiền tố của vitamin A tốt cho mắt.
Trong tự nhiên, nó là loại cây sống hai năm, phát triển một nơ chứa lá trong mùa xuân và mùa hè, trong khi đó vẫn tích lũy một lượng lớn đường trong rễ cái to mập, tích trữ năng lượng để ra hoa trong năm thứ hai. Thân cây mang hoa có thể cao tới 1 m (3 ft), với hoa tán chứa các hoa nhỏ màu trắng, sinh ra quả, được các nhà thực vật học gọi là quả nẻ
Cà rốt là loại củ chứa lượng natri vừa đủ để duy trì huyết áp ở mức hợp lý trong cơ thể. Đối với những người tiêu thụ cà rốt thường xuyên sẽ có tỷ lệ duy trì huyết áp ở mức khỏe mạnh cao hơn so với mức trung bình.
| Giá trị dinh dưỡng cho mỗi 100 g (3,5 oz) | Giá trị dinh dưỡng cho mỗi 100 g (3,5 oz) |
| --- | ----------------------------------------- |
| Năng lượng | 173 kJ (41 kcal)                          |
| |                                           |
| Carbohydrat | 9 g                                       |
| Đường | 5 g                                       |
| Chất xơ | 3 g                                       |
| |                                           |
| |                                           |
| Chất béo | 0.2 g                                     |
| |                                           |
| |                                           |
| Protein | 1 g                                       |
| \| Vitamin và khoáng chất \| Vitamin và khoáng chất \| \| -------------------------- \| ---------------------- \| \| \| \| \| \| \| \| Vitamin \| Lượng %DV† \| \| Vitamin A equiv.β-Carotene \| 93% 835 μg77%8285 μg \| \| Thiamine (B1) \| 3% 0.04 mg \| \| Riboflavin (B2) \| 4% 0.05 mg \| \| Niacin (B3) \| 8% 1.2 mg \| \| Vitamin B6 \| 6% 0.1 mg \| \| Vitamin C \| 8% 7 mg \| \| \| \| \| \| \| \| Chất khoáng \| Lượng %DV† \| \| Calci \| 3% 33 mg \| \| Sắt \| 4% 0.66 mg \| \| Magiê \| 4% 18 mg \| \| Phốt pho \| 3% 35 mg \| \| Kali \| 8% 240 mg \| \| Natri \| 0% 2.4 mg \| \| \| \| |                                           |
| † Tỷ lệ phần trăm được ước tính dựa trên khuyến nghị Hoa Kỳ dành cho người trưởng thành, ngoại trừ kali, được ước tính dựa trên khuyến nghị của chuyên gia từ Học viện Quốc gia. |                                           |
| Vitamin và khoáng chất |                                           |
| |                                           |
| |                                           |
| Vitamin | Lượng %DV†                                |
| Vitamin A equiv.β-Carotene | 93% 835 μg77%8285 μg                      |
| Thiamine (B1) | 3% 0.04 mg                                |
| Riboflavin (B2) | 4% 0.05 mg                                |
| Niacin (B3) | 8% 1.2 mg                                 |
| Vitamin B6 | 6% 0.1 mg                                 |
| Vitamin C | 8% 7 mg                                   |
| |                                           |
| |                                           |
| Chất khoáng | Lượng %DV†                                |
| Calci | 3% 33 mg                                  |
| Sắt | 4% 0.66 mg                                |
| Magiê | 4% 18 mg                                  |
| Phốt pho | 3% 35 mg                                  |
| Kali | 8% 240 mg                                 |
| Natri | 0% 2.4 mg                                 |
| |                                           |

| Vitamin và khoáng chất     | Vitamin và khoáng chất |
| -------------------------- | ---------------------- |
|                            |                        |
|                            |                        |
| Vitamin                    | Lượng %DV†             |
| Vitamin A equiv.β-Carotene | 93% 835 μg77%8285 μg   |
| Thiamine (B1)              | 3% 0.04 mg             |
| Riboflavin (B2)            | 4% 0.05 mg             |
| Niacin (B3)                | 8% 1.2 mg              |
| Vitamin B6                 | 6% 0.1 mg              |
| Vitamin C                  | 8% 7 mg                |
|                            |                        |
|                            |                        |
| Chất khoáng                | Lượng %DV†             |
| Calci                      | 3% 33 mg               |
| Sắt                        | 4% 0.66 mg             |
| Magiê                      | 4% 18 mg               |
| Phốt pho                   | 3% 35 mg               |
| Kali                       | 8% 240 mg              |
| Natri                      | 0% 2.4 mg              |
|                            |                        |

## Hình ảnh

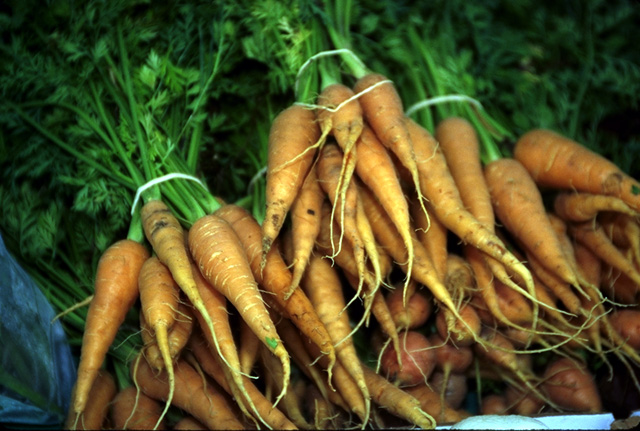
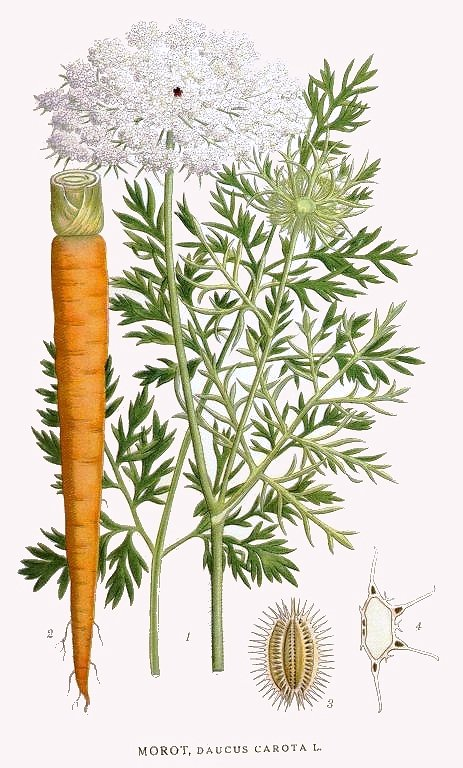
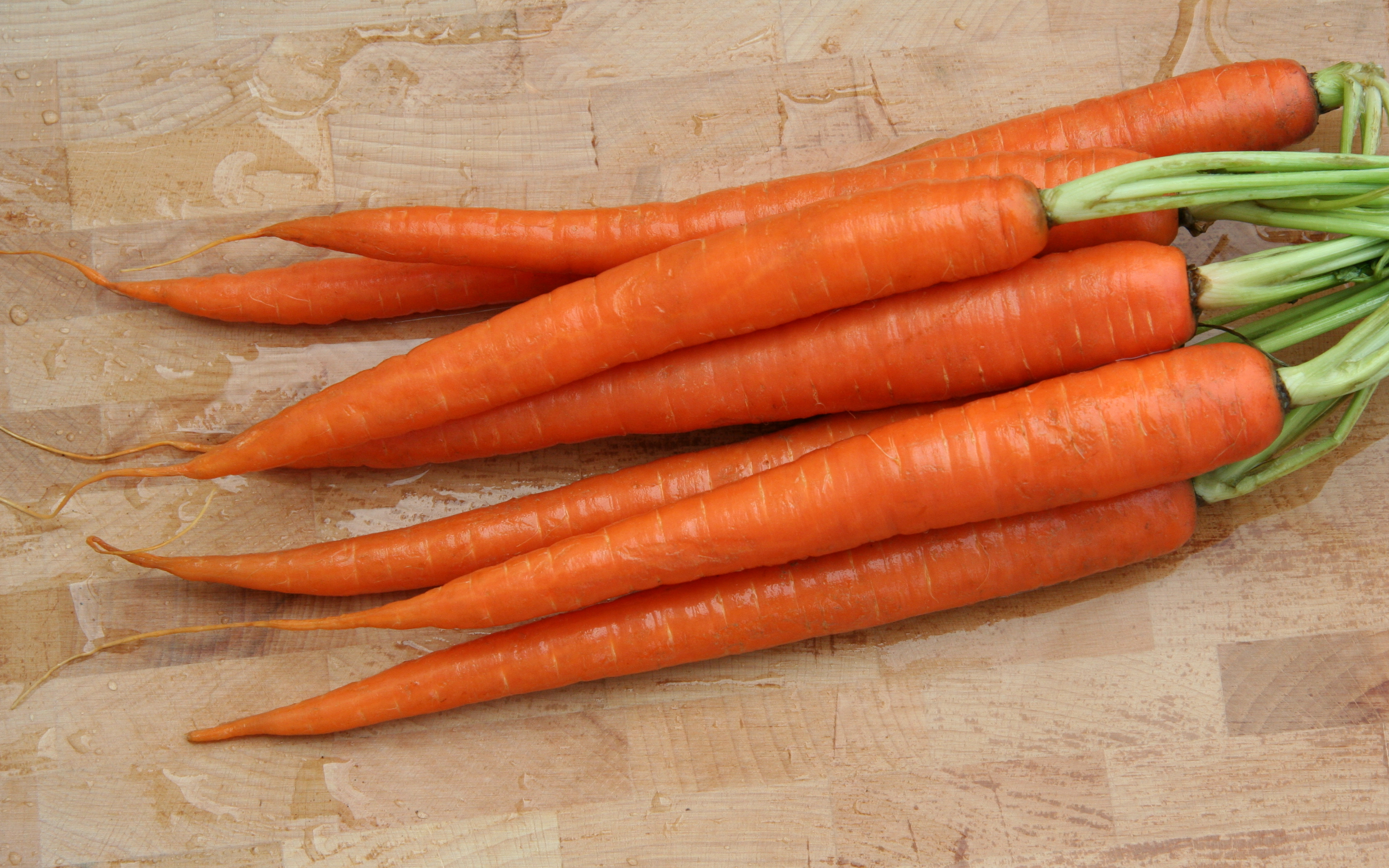
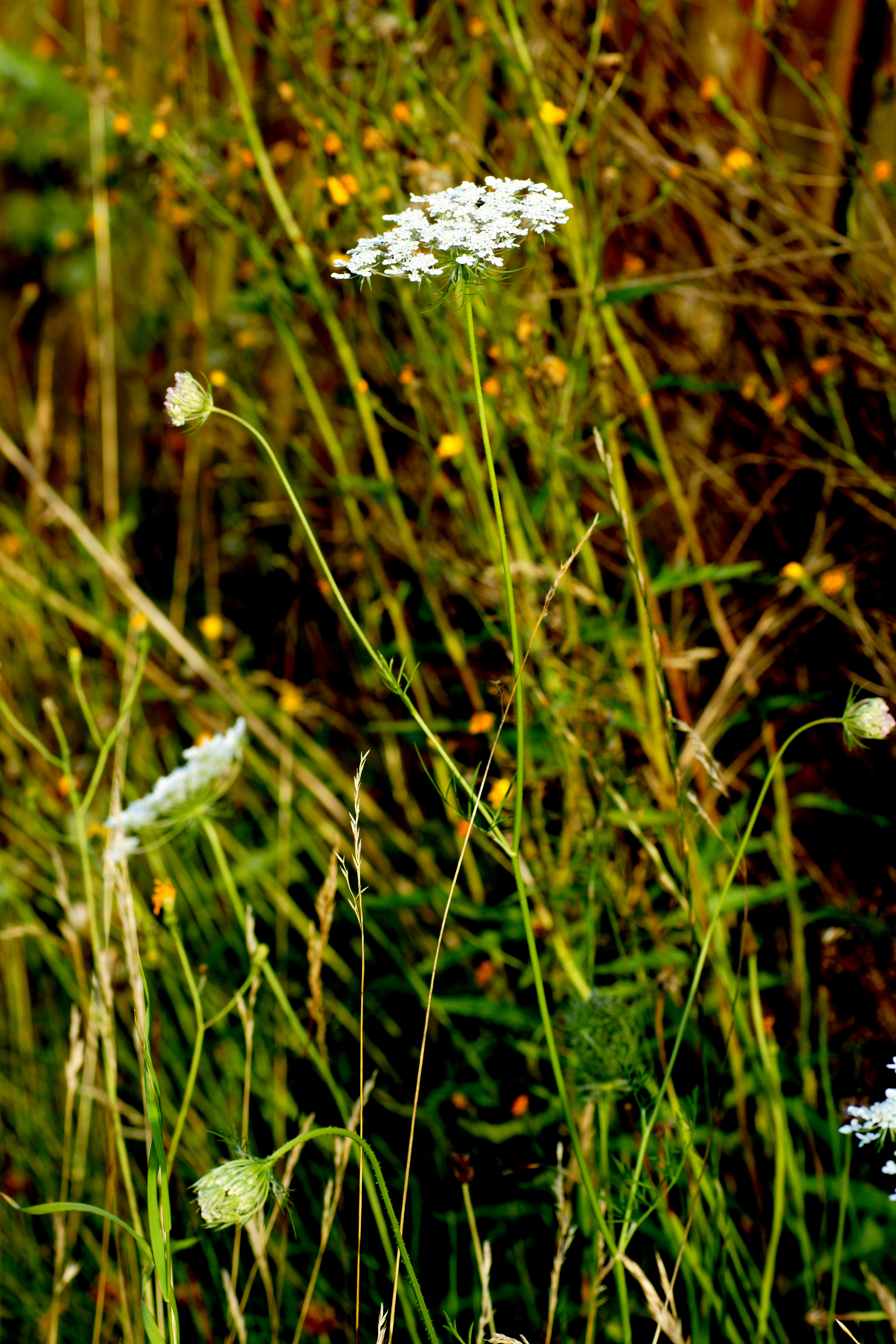
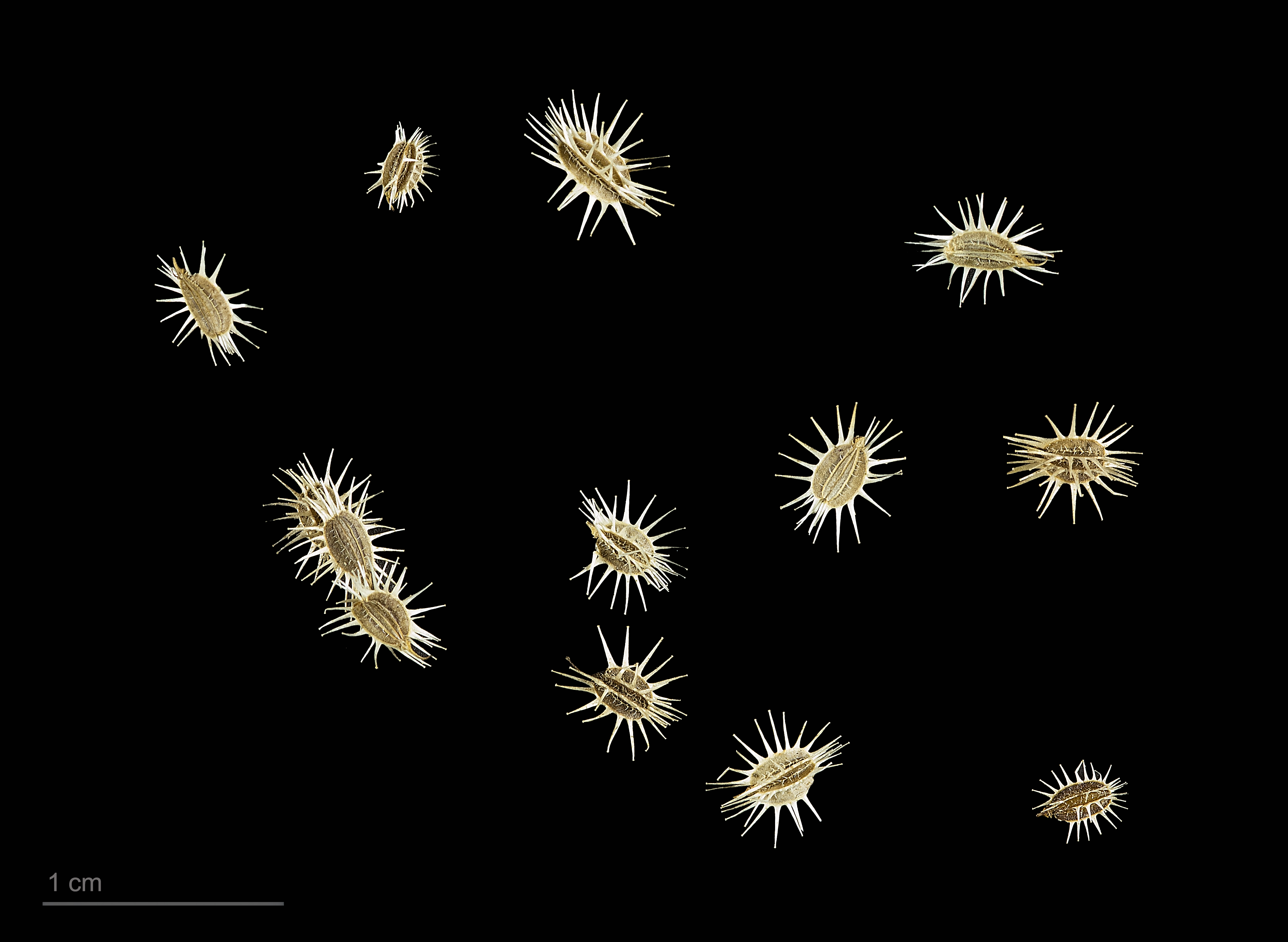
Daucus carota subsp. maximus - Museum